# Rachel Gezesster
Rachel Gezesster (in ebraico רחל גיזסטר‎?; Ramla, 23 dicembre 1956) è un'ex cestista israeliana.

## Carriera
Con Israele ha disputato i Campionati europei del 1991.